# كاثرين، دوقة كينت
كاثرين، دوقة كينت  (بالإنجليزية: Katharine, Duchess of Kent)-أو "كنت"- (كاثرين لوسي ماري ورسلي، مواليد 22 فبراير 1933) هي زوجة الأمير إدوارد دوق كينت و هو حفيد الملك جورج الخامس ملك المملكة المتحدة و الملكة ماري وابن عم الملكة إليزابيث الثانية.
دوقة كينت معروفة بحبها للموسيقى وبتقديمها الجوائز في بطولة ويمبلدون لكرة المضرب السنوية وهو دور ورثته عن حماتها (والدة زوجها) الأميرة مارينا، كما يعرف عنها حبها لرياضة كرة القدم حيث حضرت - كما قدمت كؤوس \ جوائز - في نهائيات كأس الاتحاد الإنجليزي لكرة القدم أكثر من أي فرد آخر من العائلة البريطانية المالكة.
و مع أن لقبها الرسمي هو «صاحبة السمو الملكي دوقة كنت» إلا أنها تفضّل أن ينادوها باسم «كاثرين كينت».

## زواجها
تزوجت من الأمير إدوارد دوق كينت بتاريخ 8 يونيو 1961, في كتدرائية يورك الشهيرة بمدينة يورك الواقعة على بعد حوالي 200 ميل عن العاصمة لندن.
و ذلك بحضور عدد من أفراد العائلات الملكية البريطانية، اليونانية، الدنماركية، النرويجية، اليوغوسلافية، الرومانية والإسبانية بالإضافة لمشاهير من أمثال الكاتب المسرحي والممثل البريطاني نويل كوارد و الممثل الأمريكي دوغلاس فيربانكس جونيور.

### أبنائها
دوق ودوقة كينت أنجبوا ثلاثة أبناء هم:
- جورج ويندسور (مواليد 26 يونيو 1962)
- هيلن تايلر (مواليد 28 أبريل 1964)
- نيكولاس ويندسور (مواليد 25 يوليو 1970)